# Xã Beaver, Quận Dallas, Iowa
Xã Beaver (tiếng Anh: Beaver Township) là một xã thuộc quận Dallas, tiểu bang Iowa, Hoa Kỳ. Năm 2010, dân số của xã này là 468 người.